# Hulland Ward Intakes
Hulland Ward Intakes var en civil parish från 1866 till 1934 då den blev en del av Hulland Ward, i grevskapet Derbyshire, i England. Civil parish var belägen 12 km från Derby och hade 27 invånare år 1931.